# Soshun
Sōshun (早春, Primavera precoç) és una pel·lícula del director japonès Yasujirō Ozu estrenada en 1956 sobre un assalariat (Ryō Ikebe) casat que s'escapa de la monotonia de la vida matrimonial i del seu treball en una empresa de fabricació de maons iniciant una aventura amb una companya de feina (Keiko Kishi). La pel·lícula també tracta sobre les dificultats de l'estil de vida dels assalariats. Ozu va afirmar que desitjava retratar el que podria dir-se "el pathos de la vida del treball de coll blanc." Amb una durada de 144 minuts és la pel·lícula més llarga de la seva filmografia i la penúltima que va dirigir en blanc i negre.

## Argument
L'oficinista Shoji Sugiyama (Ryō Ikebe) desperta i es prepara per a la rutina diària atès per la seva dona Masako (Chikage Awashima) abans de viatjar al seu treball a Tòquio, en les oficines d'una fàbrica de maons refractaris. Durant una ruta de senderisme amb amics d'oficina Shoji es queda tot sol amb una mecanògrafa de l'empresa (Keiko Kishi) a la qual anomenen "peix vermell" pels seus ulls grans. Dies després queda amb Shoji i comencen una relació extramatrimonial. Masako, la seva dona, sospita alguna cosa però no vol investigar. Quan Shoji no torna a casa en l'aniversari de la mort del seu fill la seva relació es deteriora i marit i dona s'allunyen l'un de l'altre.
Tant els companys de treball de Shoji com la mare i una veïna de Masako sospiten que hi ha una infidelitat. Els treballadors inciten a la mecanògrafa que ho confessi però ella es nega. Quan les sospites de Masako augmenten, aquesta vegada injustificadament perquè Shiji ha estat acompanyant a Miura (un company greument malalt que va morir l'endemà) la noia es presenta a casa per a parlar amb Shoji, que la rebutja definitivament. Masako, en perdre la confiança en el seu marit, abandona la llar i se'n va amb la seva mare. Shoji, per part seva, accepta un trasllat a una altra oficina de la companyia a Mitsuishi i marxa per a allunyar-se d'un present que l'asfixia. Sent allí apareix Masako que li proposa deixar enrere els rancors i començar una nova vida.

## Repartiment
- Chikage Awashima com a Masako Sugiyama
- Ryō Ikebe com a Shoji Sugiyama
- Keiko Kishi com a Chiyo Kaneko
- Teiji Takahashi com a Taizo Aoki
- Chishū Ryū com a Kiichi Onodera
- So Yamamura com a Yutaka Kawai
- Haruko Sugimura com a Tamako
- Takako Fujino com a Terumi Aoki
- Masami Taura com a Koichi Kitagawa
- Kumeko Urabe com a Shige Kitagawa
- Kuniko Miyake com a Yukiko Kawai
- Daisuke Katō com a Sakamoto
- Kōji Mitsui com a Hirayama
- Eijirô Tôno com a Tokichi Hattori
- Fujio Suga com a Tanabe
- Haruo Tanaka com a Nomura
- Chieko Nakakita com a Sakae Tominaga
- Nobuo Nakamura com a Arakawa
- Seiji Miyaguchi com a marit de Tamako

## Producció i comentari
Després de l'estrena de Contes de Tòquio (1953) Ozu va voler ajudar a l'actriu Kinuyo Tanaka, amb qui mantenia una amistat, a completar el rodatge de la seva segona pel·lícula abans d'abordar el seu següent projecte en cinema. Quan va començar la producció de Primavera precoç ja havien passat tres anys des de la seva anterior pel·lícula a causa de diversos conflictes que va mantenir el director amb la seva productora Sochiku. També els gustos del públic havien canviat i els drames familiars amb conflictes intergeneracionals, en els quals el director era el major especialista, havien deixat d'estar de moda.
Així doncs Ozu i el seu guionista, Kogo Noda, es van avenir a seguir algunes directrius de la productora: contractar actors joves i coneguts i centrar-se en temes més "actuals", com la infidelitat i l'estil de vida de la classe mitja oficinista de les grans ciutats. "Desitjava representar l'estil de vida d'aquestes persones", va dir Ozu, "Que els reptes, esperances i aspiracions que un té en acabar els seus estudis gradualment es dilueixen amb el temps. Que treballar diligentment per més de 30 anys pot, a la fi, no aportar-nos res". Aquestes idees es veuen representades en dos personatges que apareixen en la pel·lícula: d'una banda un vell a punt de jubilar-se que coneix Shoji en un bar i que li confessa que està defraudat amb la vida que ha portat i, d'altra banda, Miura, l'amic malalt, que en el seu llit de mort confessa a Shoji que somia amb passar molts anys al servei de la seva empresa i que desitjaria tornar a l'oficina per a suportar amb alegria les penalitats de la rutina.
En la pel·lícula hi ha algunes el·lipsi narratives -característiques d'altra banda del cinema del director japonès- en les quals s'obliga el públic a crear la seva pròpia versió dels fets. Per exemple sobre quant ha durat la relació dels amants perquè només assistim al seu començament i ja no apareixeran junts de nou fins a la seva ruptura. També és habitual l'ocultació de moments de gran dramatisme com quan Masako troba la prova de la infidelitat en el mocador tacat de carmín. Per això encara que la pel·lícula presenta alguns elements diferents a l'obra de Ozu, per la seva trama i l'absència d'alguns tòpics del seu cinema, conté molts elements propis del director: la posada en escena amb la càmera fixa i baixa, els plans interiors minuciosament organitzats o els habituals plans coixí del director que serveixen de puntuació amb càrrega metafòrica.

## Recepció
Rotten Tomatoes informa d'una aprovació del 100% per a Primavera, amb una puntuació mitjana de 8/10. En una ressenya molt positiva, Nora Sayre de  The New York Times ' va escriure que l'obra "transmet la claustrofòbia de la vida d'oficina millor que qualsevol altra pel·lícula que he vist", i que "Ozu troba profunditats dramàtiques en vides tranquil·les i corrents. I durant el temps que passes amb aquesta gent, al llarg de la pel·lícula: realment sents que els has conegut bé, per entendre per què les seves relacions no es desenvolupen o no es desenvolupen". Sayre va escriure que "les emocions o els instints ocults dels personatges es revelen de manera brillant a través de petits detalls".
A The New Yorker, Richard Brody va argumentar que "la visió desesperada d'Ozu sobre el Japó de la postguerra mira tan durament a la modernització cega com a la tradició decadent." Don Druker del Chicago Reader va anomenar la pel·lícula una "reconstrucció casual però meticulosament detallada de l'entorn rutinari coll blanc del Japó". Malgrat els elogis, no és una de les obres més famoses d'Ozu.